# 久賀島村
久賀島村（ひさかじまそん）は、長崎県五島列島の久賀島にかつて存在した南松浦郡の村。1957年（昭和32年）に福江市へ編入された。
現在は五島市の一部となっている。

## 地理
五島列島中南部に位置する久賀島を主な村域とする。中世の久賀島は「千坂島（ちさかじま）」と称され、寛永年間に現在の名称に改められたとされる。
- 島嶼：辨天島、蕨小島、鳥小島
- 山：番屋岳、福見岳、白岳、徳女岳
- 港湾：久賀湾、田ノ浦港

## 沿革
- 1889年（明治22年）4月1日 - 町村制施行により、南松浦郡久賀島村が単独村制にて発足。
- 1957年（昭和32年）11月1日 - 福江市に編入し、自治体として消滅。

## 地名
郷を行政区域とする。久賀島村は1889年の町村制施行時に単独で自治体として発足したため、大字は無し。
- 猪之木郷
- 田ノ浦郷
- 久賀郷
- 蕨郷

## 名所・旧跡
- ツバキ原始林[2]
- 旧五輪教会堂
- 牢屋の窄殉教記念聖堂